# Siphamia
Genre
Siphamia est un genre de poisson de la famille des Apogonidae.

## Liste des espèces
Selon FishBase :
- Siphamia arabica Gon & Allen, 2012
- Siphamia argentea  Lachner, 1953
- Siphamia argyrogaster  (Weber, 1909)
- Siphamia brevilux  Gon & Allen, 2012
- Siphamia cephalotes  (Castelnau, 1875)
- Siphamia corallicola  Allen, 1993
- Siphamia cuneiceps  Whitley, 1941
- Siphamia cuprea Lachner, 1953
- Siphamia cyanophthalma  Gon & Allen, 2012
- Siphamia elongata  Lachner, 1953
- Siphamia fistulosa  (Weber, 1909)
- Siphamia fraseri  Gon & Allen, 2012
- Siphamia fuscolineata  Lachner, 1953
- Siphamia goreni Gon & Allen, 2012
- Siphamia guttulata  (Alleyne & Macleay, 1877)
- Siphamia jebbi  Allen, 1993
- Siphamia majimai  Matsubara & Iwai, 1958
- Siphamia mossambica  Smith, 1955
- Siphamia nigra  Fourmanoir & Crosnier, 1964
- Siphamia ovalis Lachner, 1953
- Siphamia permutata  Klausewitz, 1966
- Siphamia randalli  Gon & Allen, 2012
- Siphamia roseigaster  (Ramsay & Ogilby, 1887)
- Siphamia senoui Gon & Allen, 2012
- Siphamia spinicola  Gon & Allen, 2012
- Siphamia stenotes  Gon & Allen, 2012
- Siphamia tubifer  Weber, 1909
- Siphamia tubulata  (Weber, 1909)
- Siphamia versicolor  (Smith & Radcliffe, 1911)
- Siphamia woodi  (McCulloch, 1921)
- Siphamia zaribae Whitley, 1959